# Sung Kang

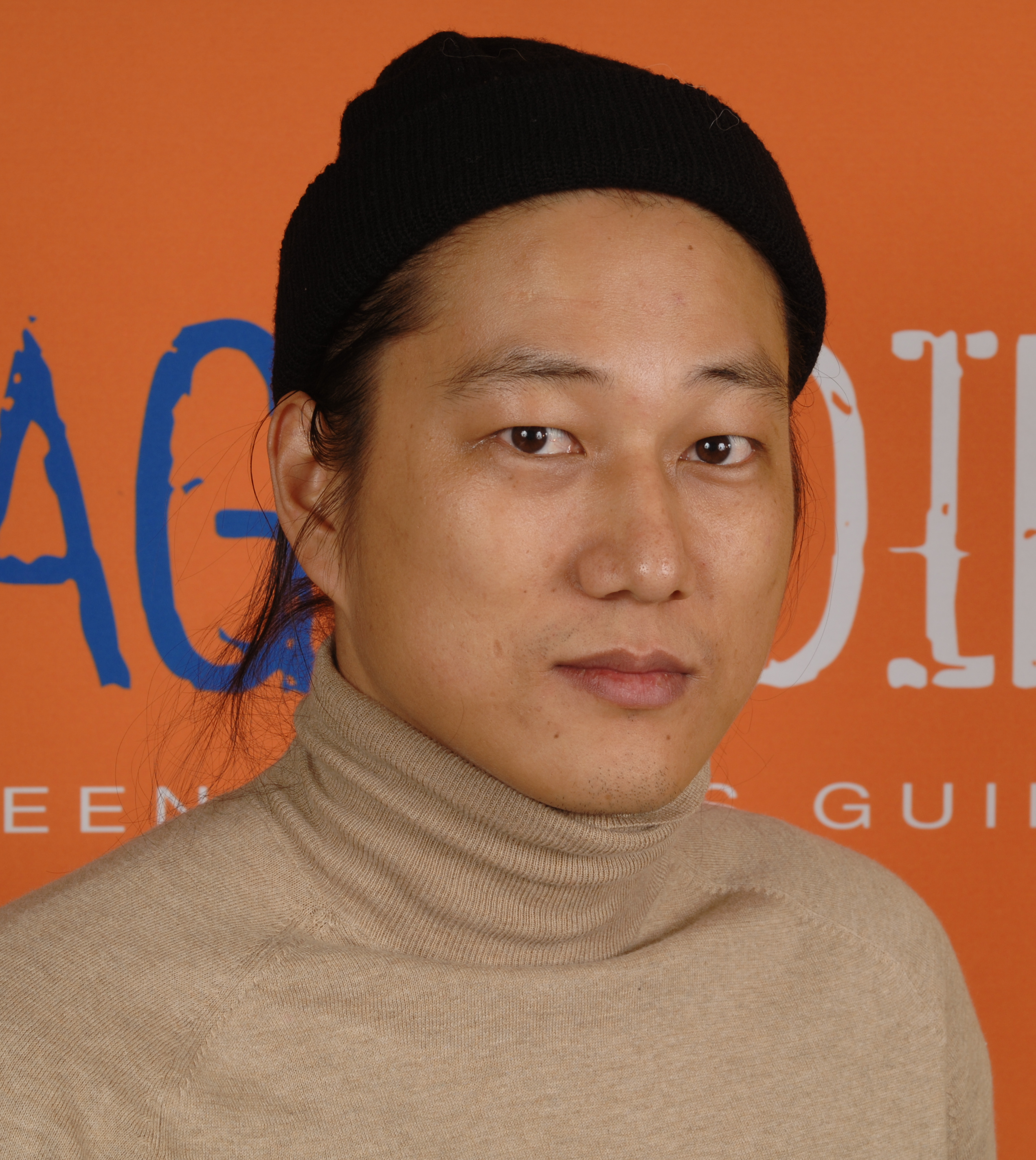
Sung Kang (2007)

Sung Kang (* 8. April 1972 als Sung-Ho Kang in Gainesville, Georgia) ist ein US-amerikanischer Schauspieler mit südkoreanischen Wurzeln. Bekannt wurde er unter anderem durch die Rolle des Han Lue aus der Fast-&-Furious-Filmreihe.

## Leben und Karriere
Kang ist der Sohn südkoreanischer Einwanderer. Er wuchs in seiner Geburtsstadt Gainesville bei seiner Mutter auf. Später zog er nach Kalifornien, wo er die University of California besuchte, um Jura zu studieren. Während seines Studiums entschied er sich für die Schauspielerei.
Seine erste Fernsehrolle hatte er 1999 in der Fernsehserie Felicity. Im Jahr 2000 wirkte er bei der koreanischen K-Pop-Band g.o.d in einem Musikvideo mit. 2002 spielte Kang die Rolle des Han Lue im Film Better Luck Tomorrow. Die Regie führte Justin Lin. Lin besetzte ihn 2005 erneut für die Rolle des Han Lue im Film The Fast and the Furious: Tokyo Drift, den dritten Teil der Filmreihe Fast & Furious. Mit dem Film gelang Kang der endgültige Durchbruch als Schauspieler. Kang spielte auch in den Fortsetzungen Fast & Furious – Neues Modell. Originalteile. (2009), Fast & Furious Five (2011) und Fast & Furious 6 (2013) sowie im Kurzfilm Los Bandoleros (2009) mit. 2021 spielte Kang auch im neunten Teil der Reihe mit.
2007 spielte Kang an der Seite von Jet Li und Jason Statham in dem Actionthriller War. Im selben Jahr war auch in einer Nebenrolle im Actionfilm Stirb langsam 4.0 zu sehen. 2014 spielte in der Fernsehserie Gang Related des Senders Fox, die nach einer Staffel eingestellt wurde.
Kang war zeitweilig auch Geschäftsinhaber des Restaurants Saktini in Brentwood. Seine deutsche Synchronstimme ist Gerrit Schmidt-Foß.

## Filmografie (Auswahl)
- 2000: Martial Law – Der Karate-Cop (Martial Law, Fernsehserie, zwei Folgen)
- 2001: Pearl Harbor
- 2002: Better Luck Tomorrow
- 2003: The Shield – Gesetz der Gewalt (The Shield, Fernsehserie, Folge 2x08)
- 2004: Cold Case – Kein Opfer ist je vergessen (Cold Case, Fernsehserie, Folge 2x05 Das Familiengeheimnis)
- 2004: Without a Trace – Spurlos verschwunden (Without a Trace, Folge 3x07 Pakt mit dem Teufel (2))
- 2005: Das Motel (The Motel)
- 2005, 2009: Monk (Fernsehserie, zwei Folgen, verschiedene Rollen)
- 2006: The Fast and the Furious: Tokyo Drift
- 2006: CSI: Miami (Fernsehserie, Folge 5x03 Wer stirbt als nächstes?)
- 2006: Standoff (Fernsehserie, Folge 1x04 Komplizen)
- 2006–2008: MADtv (Fernsehserie, 4 Folgen)
- 2007: War
- 2007: Stirb langsam 4.0 (Live Free or Die Hard)
- 2008: Knight Rider (Fernsehserie, Folge 1x02 Zum Sterben bereit, Michael Knight?)
- 2008: CSI: Den Tätern auf der Spur (CSI: Crime Scene Investigation, Fernsehserie, Folge 9x06 Mein eigen Fleisch und Blut)
- 2009: Los Bandoleros (Kurzfilm)
- 2009: Fast & Furious – Neues Modell. Originalteile. (Fast & Furious)
- 2009: Ninja Assassin
- 2011: Fast & Furious Five (Fast Five)
- 2013: Fast & Furious 6
- 2013: Shootout – Keine Gnade (Bullet to the Head)
- 2013: Eden – Überleben um jeden Preis (Eden)
- 2014: Gang Related (Fernsehserie, 13 Folgen)
- 2015: Hollywood Adventures
- 2015: Pali Road
- 2016: Hawaii Five-0 (Fernsehserie, Folge 6x25)
- 2016: The Free World
- 2017–2018: Power (Fernsehserie, 20 Folgen)
- 2018: Magnum P.I. (Fernsehserie, Folge 1x01)
- 2019: Code 8
- 2020: We Can Be Heroes
- 2021: Snakehead
- 2021: Fast & Furious 9 (F9)
- 2022: Obi-Wan Kenobi (Fernsehserie, 4 Folgen)
- 2023: Fast & Furious 10 (Fast X)
- 2024: Weekend in Taipei